# The Purification of Mulfers
The Purification of Mulfers è un cortometraggio muto del 1916 diretto da James W. Horne.
Ottavo episodio del serial cinematografico Stingaree.

## Produzione
Il film fu prodotto dalla Kalem Company.

## Distribuzione
Distribuito dalla General Film Company, il film - un cortometraggio in due bobine - uscì nelle sale cinematografiche USA il 12 gennaio 1916.